# Музей современного искусства (Джакарта)
Музей современного искусства в Нусантаре (англ. The Museum of Modern and Contemporary Art in Nusantara (MACAN), индон. Museum Seni Modern dan Kontemporer di Nusantara) — художественный музей в столице Индонезии Джакарте, открытый в ноябре 2017 года; расположен в районе Кебон-Джерук. Первый в стране музей с коллекцией, составленной почти исключительно из произведений современного искусства; при общей площади в 7107 м², выставочная площадь составляет около 4000 м²; постоянная экспозиция составлена из 90 произведений, при фонде в 800 работ — фонд образован частной коллекцией миллиардера Харианто Адикоэсоемо; проводит временные персональные и тематические выставки.

## История и описание
Музей современного и актуального искусства в Нусантаре (MACAN) открылся в ноябре 2017 года в районе Кебон-Джерук в северо-западной части города Джакарта, столицы Индонезии. Выставкой-открытием стала масштабная экспозиция «Art Turns, World Turns», составленная из фондов самой галереи. Музей стал первым в стране масштабным публичным выставочным пространством, коллекция которого состоит практически исключительно из произведений современного искусства: как индонезийского, так и международного. При обшей площади в 7107 квадратных метров, выставочная площадь составляет около 4000; постоянная экспозиция составлена из 90 произведений — при том, что музейный фонд, по состоянию на конец 2019 года, насчитывал 800 работ. Фонд практически целиком образован частной коллекцией миллиардера Харианто Адикоэсоемо (Haryanto Adikoesoemo), владеющего активами в химической и нефтяной промышленности; с мая 2015 года и до момента открытия музея его директором-основателем являлся Томас Бергуис.
В 2018 году новый музей был включен в список ста «величайших» мест мира, которые стоит посетить — опубликованный журналом Time. В музее хранятся коллекции картин, таких авторов как Ван Гуанъи («Great Criticism: Coca-Cola»), Раден Салех («Lanskap Hindia» и «Kantor Pos Jawa») и Кусама («Swallow’s Nest»); помимо живописных работ музей представляет и инсталляции, включая «One Million Years» (1969) Она Кавара. В постоянной экспозиции MACAN есть и инсталляция «Бесконечно отражающая комната» (Infinity Mirrored Room), созданная японской художницей Яёи Кусама. С конца августа 2019 до середины января 2020 года в музее будет проходить временная персональная выставка пекинского и нью-йоркского художника и скульптора Сюю Бина (Бинга; род. 1955) «Xu Bing: Thought and Method», организуемая совместно с Центром современного искусства UCCA (Пекин).